# Antaeotricha acrobapta
Antaeotricha acrobapta är en fjärilsart som beskrevs av Edward Meyrick 1933. Antaeotricha acrobapta ingår i släktet Antaeotricha och familjen plattmalar. Inga underarter finns listade i Catalogue of Life.